# Modern Life Is Rubbish
Modern Life Is Rubbish é o segundo álbum de estúdio da banda britânica de rock Blur, lançado em 10 de maio de 1993. Diferentemente de Leisure (1991), o trabalho anterior, com Modern Life Is Rubbish a banda alcançou sucesso comercial. Com este álbum, a banda incorporou mais influências pop no seu som, acabando por ter uma maior aceitação por parte dos fãs.
O disco é tido como o primeiro álbum de britpop, tendo sempre subido em popularidade desde o seu lançamento, tendo inclusive atingido a 6ª posição da lista dos "100 Greatest British Albums Ever!", da revista de música NME. É caracterizado como um dos trabalhos que definiu a cena britpop, e juntamente com os seus sucessores —Parklife e The Great Escape— fez com que a banda se tornasse uma das mais notáveis de sua época em território britânico.

## Faixas

### Versão Inglesa
1. "For Tomorrow" – 4:19
2. "Advert" – 3:45
3. "Colin Zeal" – 3:16
4. "Pressure on Julian" – 3:31
5. "Star Shaped" – 3:26
6. "Blue Jeans" – 3:54
7. "Chemical World" – 3:45
8. "Intermission" – 2:29
9. "Sunday Sunday" – 2:38
10. "Oily Water" – 5:00
11. "Miss America" – 5:34
12. "Villa Rosie" – 3:55
13. "Coping" – 3:24
14. "Turn It Up" – 3:21
15. "Resigned" – 5:14
16. "Commercial Break" – 0:55

### Versão Americana
1. "For Tomorrow" – 4:19
2. "Advert" – 3:45
3. "Colin Zeal" – 3:16
4. "Pressure on Julian" – 3:31
5. "Star Shaped" – 3:26
6. "Blue Jeans" – 3:54
7. "Chemical World" – 4:02
8. "Intermission" – 2:29
9. "Sunday Sunday" – 2:38
10. "Oily Water" – 5:00
11. "Miss America" – 5:34
12. "Villa Rosie" – 3:55
13. "Coping" – 3:24
14. "Turn It Up" – 3:21
15. "Popscene"
16. "Resigned" – 5:14
17. "Commercial Break" – 0:55
18. "When the Cows Come Home" - 3:47
19. "Peach" - 3:56

## Certificações
| País              | Certificação |
| ----------------- | ------------ |
| Reino Unido (BPI) | Ouro         |